# إل جي جي أكس
إل جي جي أكس (بالإنجليزية: LG Gx)‏ هو هاتف ذكي من إل جي أليكترونيكس يعمل بنظام أندرويد، تم طرحه في الأسواق في 16 ديسمبر 2013.

## الخصائص
- نظام التشغيل: أندرويد
- الكاميرا الأمامية: 2.1 ميجابكسل
- الكاميرا الخلفية: 13 ميجابكسل
- الشاشة: 1920×1080
- الوزن: 167 غ (5.9 أونصة)
- المعالج: 1.7 جيجا هرتز رباعي النواة
- الذاكرة: 2 جيجابايت
- التخزين: 32 جيجابايت